# Huisvesting in de Sovjet-Unie
De huisvesting in de Sovjet-Unie was, vooral in de steden, gecontroleerd door de staat. Kenmerkend waren de gemeenschappelijke appartementen in de stad en de houten huisjes op het platteland. Een woning kopen of huren was over het algemeen zeer goedkoop, maar in de steden waren de wachtrijen lang.
De woningen waren klein maar functioneel: een appartement voor een gezin was bijvoorbeeld meestal 45 m² groot, maar daarin pasten wel twee slaapkamers, een keuken en een woonkamer.

## Geschiedenis

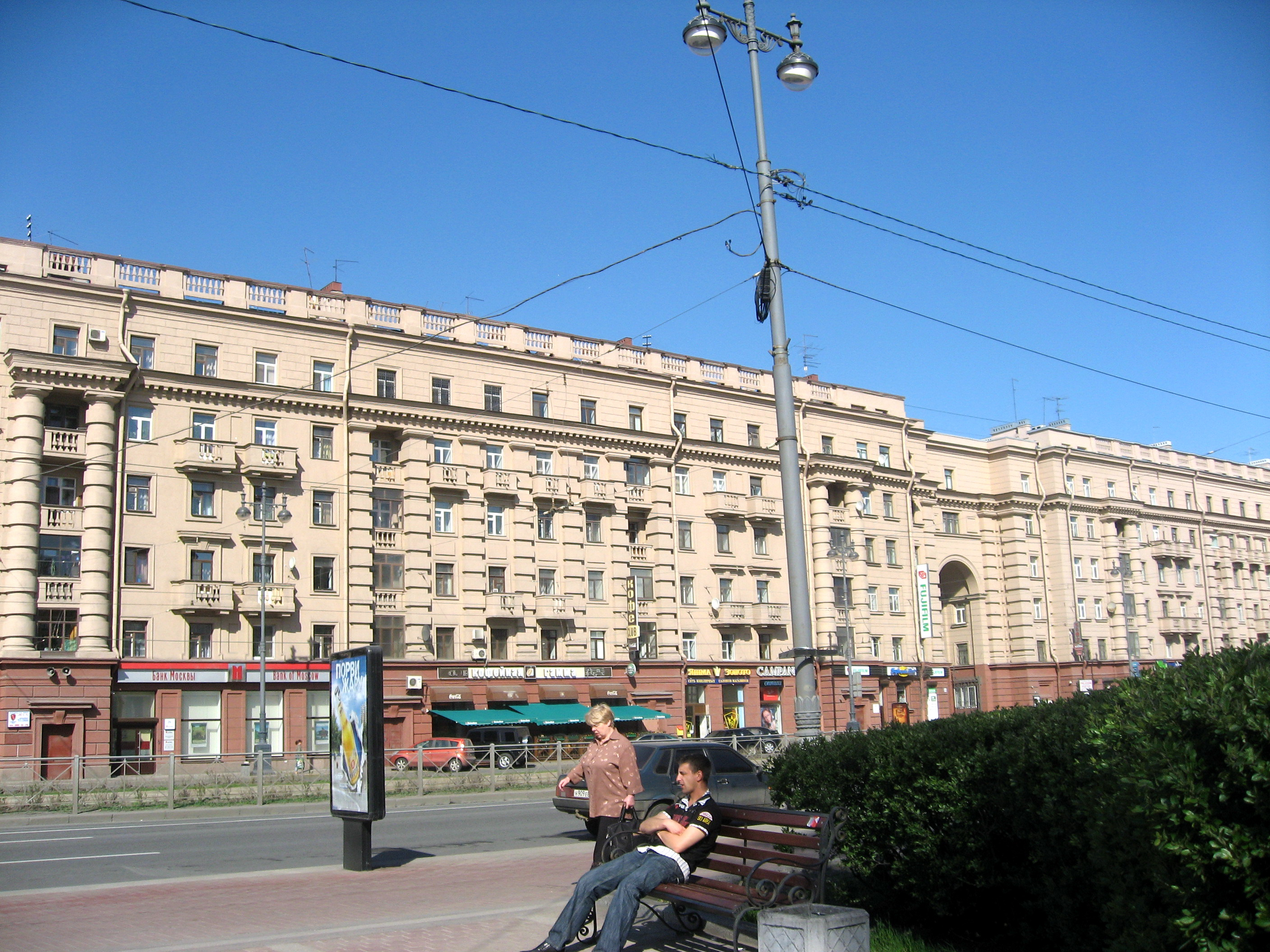
Woonblok uit de Stalintijd, hier in Sint-Petersburg (Leningrad)

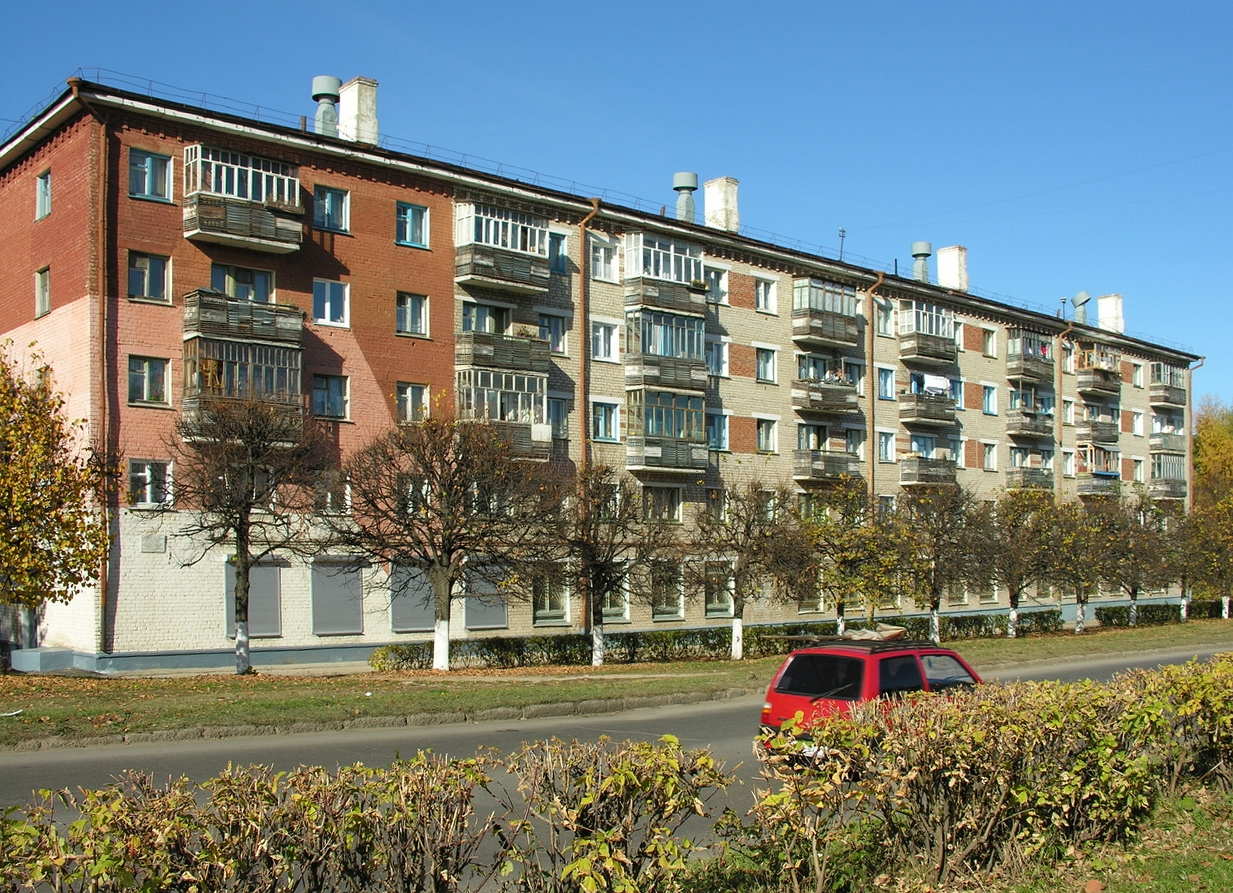
Een bakstenen chroesjtsjovka

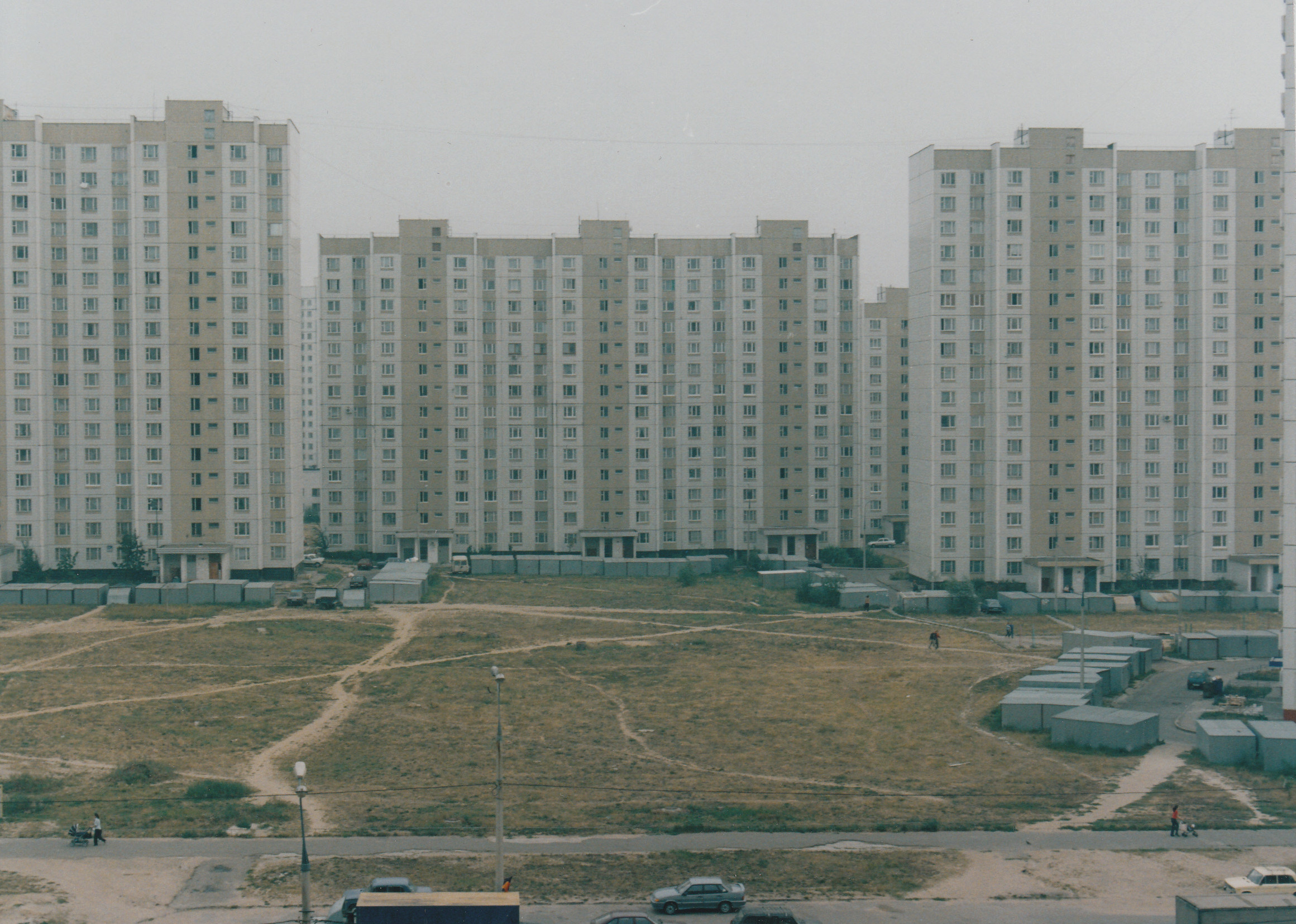
Hoge flatgebouwen in Moskou, gebouwd in de jaren 80

Na de Russische Revolutie werden grote woningen, die van de adel waren, verdeeld onder de arbeiders en boeren. Dit loste echter het behuizingsprobleem, dat al ten tijde van het Russisch Keizerrijk bestond, maar deels op.
Onder de leiding van Jozef Stalin werd er heel veel aandacht besteed aan de industrie, maar onvoldoende aan waar de arbeiders moesten wonen. Het probleem werd "opgelost" door meer gemeenschappelijke appartementen in te richten, de zogenaamde kommoenalka's. Na de Tweede Wereldoorlog kwamen er wel een groter aantal woningen bij, maar weer onvoldoende om het gat op te vullen. Tegen Stalins dood leefden vele gezinnen nog in één kamer met gemeenschappelijk sanitair, en stromend water ontbrak nog soms.
Toen Nikita Chroesjtsjov 's lands leider werd, pakte hij de woningnood meteen op grote schaal aan: zijn doel was om elk persoon minstens 9 m² woonruimte te geven. Om dit te kunnen bereiken stapte hij af van de overdadige "suikerbakkersstijl" die in Stalins tijd gangbaar was en voerde eenvoudige, zeer goedkope flats in, de naar hem genoemde "chroesjtsjovka". Deze werden overal in het land uit de grond gestampt en betekenden een forse verbetering in de levensstandaard van de gemiddelde burger. De appartementen waren naar Westerse normen echter nog steeds klein: gemiddeld 42 m² voor vier personen. Deze appartementen hadden allen de beschikking tot warm en koud water, elektriciteit en scholen en winkels in de buurt: 10 à 20 flatgebouwen vormden een "eenheid" en hadden meestal elk een school en winkel.
Onder Leonid Brezjnev veranderde de focus van de redelijk lage (maximum 5 verdiepingen) en ter plaatse gebouwde chroesjtsjovka's naar hoge (5 à 10 verdiepingen) en geprefabriceerde flatgebouwen. Appartementen werden langzaam groter: aan het einde van de Brezjnev-periode (midden jaren 80) was een appartement gemiddeld 56 m² groot. Toen Michail Gorbatsjov in 1984 na zijn dood zijn taken overnam, veranderde hij de norm van 9 m² per persoon naar één appartement per gezin. Hij hoopte dit door middel van coöperatieve woningbouw te kunnen bereiken, maar faalde, aangezien de Sovjet-Unie in 1991 uiteenviel.

## Systeem
In de steden:
- Driekwart van de woningen werd beheerd door de staat
- Het andere kwart was eigendom van bedrijven en instellingen

Op het platteland:
- Nagenoeg alle woningbouw was hier particulier. Individueel bouwen viel hier goedkoop uit, in tegenstelling tot in de stad, waar een huis met drie kamers al gauw 30.000 roebel (een gemiddeld maandloon lag tussen 200-300 roebel) kon kosten.

De huur van een appartement (ongewijzigd sinds 1928) nam 3% van het gezinsbudget in beslag. Jaarlijks werden er in de USSR 2.000.000 nieuwe appartementen opgeleverd. Tegen 1988 leefde nog steeds één vijfde van alle gezinnen in de stad in een appartement met gedeeld sanitair.